# باتريسيا تومسون
باتريسيا تومسون (بالإنجليزية: Patricia Thompson)‏ هي صانعة أفلام وثائقية أمريكية، ولدت في 14 أغسطس 1947 في إلينوي في الولايات المتحدة، وتوفيت في 20 ديسمبر 2010.